# James Frazer
James George Frazer (Glasgow, 1 de janeiro de 1854 — Cambridge, 7 de maio de 1941), foi um antropólogo escocês influente nos primeiros estágios dos estudos modernos de mitologia e religião comparada.

## Vida pessoal
Filho de Katherine Brown e do químico Daniel F. Frazer. Estudou na Universidade de Glasgow e no Trinity College, da Universidade de Cambridge, onde se formou. Foi nesta última instituição que ele escreveu sua obra mais importante, The Golden Bough; a Study in Magic and Religion (O Ramo de Ouro, 1890).
Em 1896, casou-se com a escritora Elizabeth Grove. Ela foi a responsável por adaptar O Ramo de Ouro em um livro de histórias infantis chamado The Leaves from the Golden Bough. Ambos morreram no mesmo dia, em 7 de maio de 1941, com apenas algumas horas de diferença, e foram enterrados em Cambridge.

## Seu trabalho
O estudo do mito e da religião tornou-se sua área de especialização. Com exceção das visitas à Itália e à Grécia, Frazer não viajava muito. Suas principais fontes de dados eram histórias antigas e questionários enviados a missionários e oficiais imperiais em todo o mundo. O interesse de Frazer pela antropologia social foi despertado pela leitura do livro Primitive Culture (1871), de Edward Burnett Tylor, e também foi encorajado por seu amigo, o estudioso bíblico William Robertson Smith, que estava comparando elementos do Antigo Testamento com o folclore hebraico antigo.
Frazer foi o primeiro estudioso a descrever em detalhes as relações entre mitos e rituais. Em O Ramo de Ouro, o antropólogo estudou cultos, rituais e mitos antigos e os comparou com histórias do início do Cristianismo. As descrições contidas no livro são tão detalhadas que, após seu lançamento, ele se manteve influente por décadas.
A primeira edição, em dois volumes, foi publicada em 1890; e uma segunda, em três volumes, em 1900. A terceira edição foi concluída em 1915 e abrangeu doze volumes, com um décimo terceiro volume suplementar adicionado em 1936. Uma versão resumida de volume único foi publicada em 1922, em grande parte compilada por sua esposa, que preferiu excluir parte do material relacionado ao cristianismo por ter sido considerado controverso na época.
A influência do trabalho de Frazer se estendeu muito além dos limites convencionais da academia, inspirando o trabalho de psicólogos e psiquiatras. Sigmund Freud, o fundador da psicanálise, citou frequentemente o Totemism and Exogamy em seu próprio Totem and Taboo: Resemblances Between the Psychic Lives of Savages and Neurotics.
O ciclo simbólico de vida, morte e renascimento que Frazer observou por trás dos mitos de muitos povos cativou uma geração de artistas e poetas. Talvez o produto mais notável desse fascínio seja o poema de T. S. Eliot, The Waste Land (1922).
O trabalho pioneiro de Frazer foi criticado por estudiosos do final do século XX. Por exemplo, na década de 1980, o antropólogo social Edmund Leach escreveu uma série de artigos críticos, um dos quais foi destaque em Anthropology Today, vol. 1 (1985). Leach criticou The Golden Bough pela amplitude de comparações tiradas de culturas amplamente separadas, mas muitas vezes baseou seus comentários na edição abreviada, que omite os detalhes arqueológicos de apoio. Em uma crítica positiva de um livro estritamente focado no culto na cidade hitita de Nerik, J. D. Hawkins comentou com aprovação em 1973: "Todo o trabalho é muito metódico e se apega às evidências documentais totalmente citadas de uma forma que não seria familiar ao falecido Sir James Frazer". Mais recentemente, The Golden Bough foi criticado pelo que é amplamente percebido como elementos imperialistas, anticatólicos, classistas e racistas, incluindo as suposições de Frazer de que camponeses europeus, aborígines australianos e africanos representavam estágios fossilizados e anteriores da evolução cultural.

### Teoria da evolução cultural
Um dos elementos mais influentes da obra de Frazer para a Antropologia do início do século XX foi a teoria da evolução cultura, presente na terceira edição de O Ramo de Ouro. Essa teoria, hoje considerada obsoleta pela Antropologia Contemporânea, buscava descrever três momentos evolutivos pelos quais as culturas passavam no decorrer do tempo. Em primeiro lugar, as culturas viveriam um estágio dominado pela magia, em seguida, pela religião e, finalmente, em terceiro lugar, pela ciência. A classificação realizada por Frazer divergia notavelmente da evolução cultural tipicamente defendida na época do autor, principalmente daquela estabelecida por Augusto Comte. Ao contrário de seus contemporâneos, Frazer defendia que magia e religião eram campos separados e que, necessariamente, a primeira precederia a segunda.
O autor também acreditava que era possível traçar semelhanças entre a magia e a ciência porque, para ele, ambas compartilhavam a ênfase na experimentação e no efeito prático sobre o mundo. Em contraste com esses dois conceitos, Frazer definia religião a partir da ideia de crença, seja em forças pessoais ou sobrenaturais. Como o historiador da religião Jason Josephson-Storm descreve, Frazer via a religião como “uma aberração momentânea na grande trajetória do pensamento humano”. Desse modo, ele acabou propondo uma narrativa de secularização e sendo um dos primeiros autores a abordarem a ideia de desencanto.

## Obras
- Creation and Evolution in Primitive Cosmogenies, and Other Pieces (1935)
- The Fear of the Dead in Primitive Religion (1933–36)
- Condorcet on the Progress of the Human Mind (1933)
- Garnered Sheaves (1931)
- The Growth of Plato's Ideal Theory (1930)
- Myths of the Origin of Fire (1930)
- Fasti, by Ovid (texto, tradução e comentário), 5 volumes (1929)
  - resumo de um volume (1931)
    - Revisado por G. P. Goold (1989, corr. 1996): ISBN 0-674-99279-2
- Devil's Advocate (1928)
- Man, God, and Immortality (1927)
- Taboo and the Perils of the Soul (1911)
- The Gorgon's Head and other Literary Pieces (1927)
- The Worship of Nature (1926) (1923–25 Gifford Lectures,[17])
- The Golden Bough (edição resumida, 1922)
- The Library, de Apollodorus (texto, tradução e notas), 2 volumes (1921): ISBN 0-674-99135-4 (vol. 1); ISBN 0-674-99136-2 (vol. 2)
- Folk-lore in the Old Testament ("O folclore no Antigo Testamento", 1918)
- The Belief in Immortality and the Worship of the Dead, 3 volumes (1913–24)
- The Golden Bough, 3ª edição: 12 volumes (1906–15; 1936)
  - 1922 resumos de um volume: ISBN 0-486-42492-8
- Totemism and Exogamy (1910)
- Psyche's Task (1909)
- The Golden Bough, 2ª edição: expandida para 3 volumes (1900)
- Pausanias, and other Greek sketches (1900)
- Description of Greece, por Pausanias (tradução e comentário) (1897–) 6 volumes.
- The Golden Bough: a Study in Magic and Religion, 1ª edição (1890)
- Totemism (1887)
- Jan Harold Brunvard, American Folklore; An Encyclopedia, s.v. "Superstition" (p 692-697)

### Obras (em português)
- O Ramo de Ouro. Rio de Janeiro: LTC, 1982. ISBN 85-245-0041-7 (edição resumida)